# Mariä-Heimsuchung-Kirche (Zagreb)

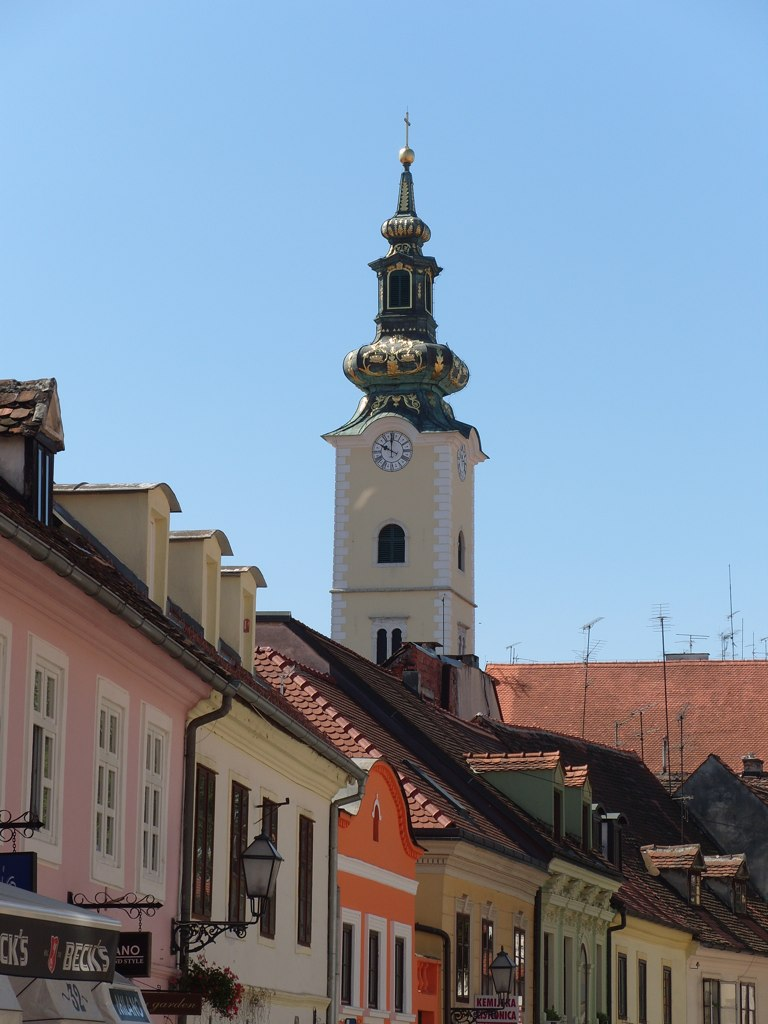
Blick auf Mariä Heimsuchung von der Tkalčićeva-Straße

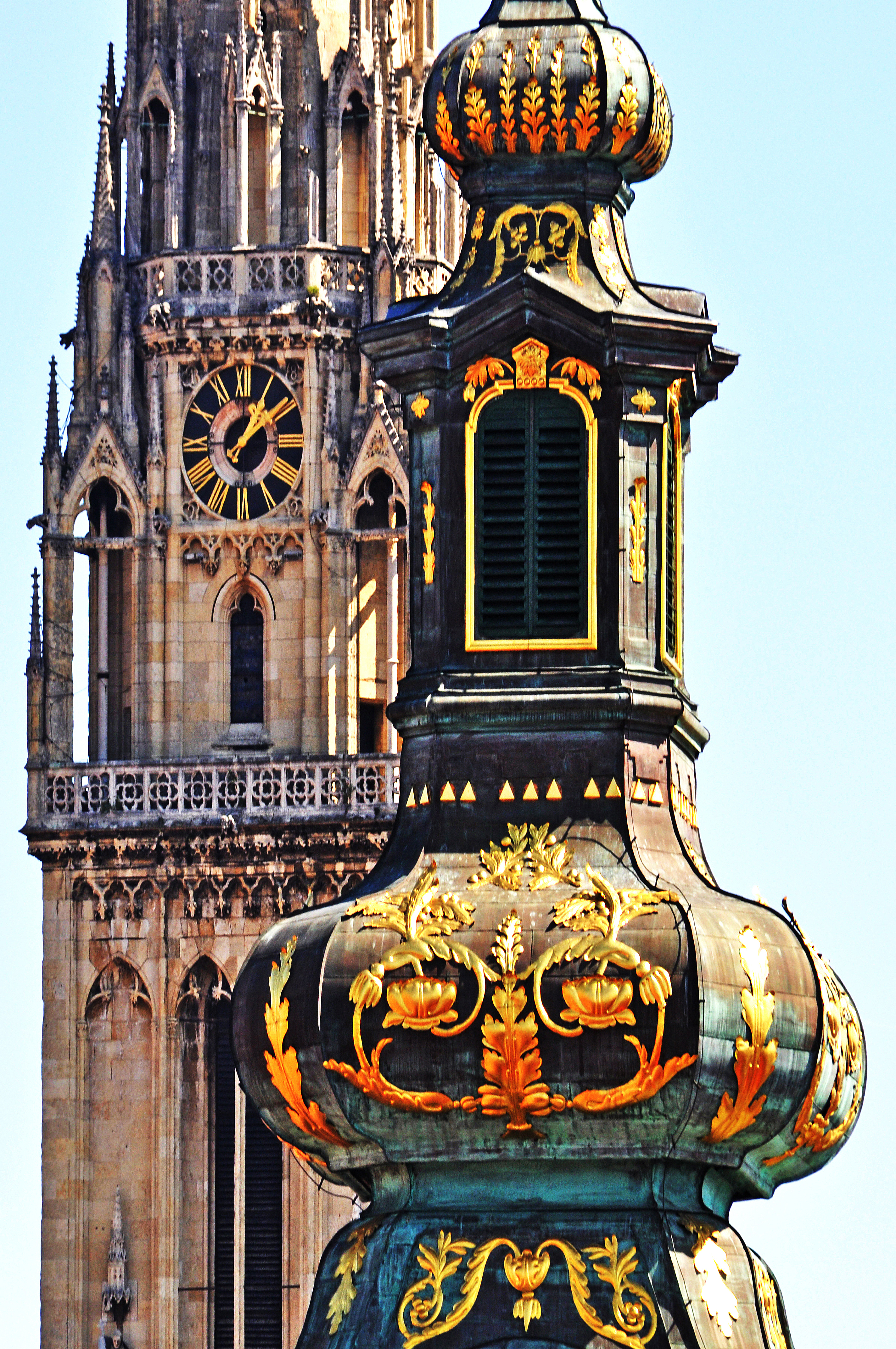
Neogotischer Turm der Zagreber Kathedrale neben dem Zwiebelturm der Kirche

Die Pfarrkirche Mariä Heimsuchung (auch St. Maria am Dolac) ist eine unter Denkmalschutz stehende römisch-katholische Kirche im historischen Stadtkern der kroatischen Hauptstadt Zagreb.

## Geschichte
Schon im Jahr 1272 bestand in Zagreb eine Kirche der Seligen Jungfrau unter dem Berge Grech (kroatisch Gornji Grad, Gradec veraltet Grič), die sich wohl an derselben Stelle befand, an der die heutige Marienkirche steht.
Im Jahr 1315 waren die Besitzer der Kirche die Zisterzienser, die zwischen den Jahren 1307 und 1315 von der Insel des St. Ägidius an der Save nach Zagreb gesiedelt waren. Die Zisterzienser verließen Zagreb zwischen 1496 und 1499 aus unbekannten Gründen, vielleicht aus Furcht vor den Türkeneinfällen.
Die Kirche wurde 1511 zur Pfarrei, als mit Zustimmung von Papst Julius II. Abtretungsrechte aus der ehemaligen Pfarrkirche St. Emmerich neben der Kathedrale, die wegen des Baus neuer Verteidigungsmauern abgerissen wurde.
Der heutige Glockenturm wurde 1736–42 erbaut, der Hauptaltar war dem Besuch der Heiligen Jungfrau Maria bei der Heiligen Elisabeth gewidmet.
Die 1736 beschriebene alte Kirche wurde bis 1750 gründlich umgebaut und erweitert.
Die Gräber (Katakombe) unter der neuen Kirche werden erstmals 1779 bei Besuchen erwähnt. Wir finden sie jedoch schon viel früher in den Totenbüchern, in einem dieser Einträge von 1757 ist auch der berühmte Bildhauer Francesco Robba eingetragen worden.
Das Erdbeben von 1880 beschädigte alle Zagreber Kirchen, insbesondere die Kathedrale, aber die Kirche am Dolac blieb in Funktion und diente in der Zeit von 1880 bis 1885 als Kathedralkirche. Auch 140 Jahre später wiederholte sich die Situation, bei dem Erdbeben vom 22. März 2020 wurden alle Kirchen im Zentrum von Zagreb beschädigt.